# 有限群表示論
在數學裡，表示理論是以線性變換的群來分析一般抽象群的一種技術。相關的介紹請見群表示，此條目則討論含有有限個元素的群的表示理論。
表示論也在諸多領域上有應用，例如說：量子化學或是量子物理等等。除此之外，有限群表示論也常應用在代數上去檢驗群的結構，甚至在其他數學領域上，例如調和分析或是數論上，都是有應用的。

## 基本定義
此條目中的所有線性變換都是有限維的，且除了有另外提起外，基域都假定為複數域。G的表示是一個群同構 ρ:G → GL(n,C)，由 G 至一般線性群 GL(n,C) 的映射。因此，要選定一個表示，則只要將群內的每個元素配定一個方陣，其中方陣的相乘和群元素間的運算會是一樣的。
若矩陣是實數的，則稱 ρ 是 G 的一個實表示。換句話說， {\displaystyle \rho (G)\subset GL(n,\mathbb {R} ).}

### 線性表示
令{\displaystyle V}是一個在體{\displaystyle K}上的向量空間同時{\displaystyle G}是一個有限群。一個關於群{\displaystyle G}的線性表示是一個群同態{\displaystyle \rho :G\to {\text{GL}}(V)={\text{Aut}}(V).}這裡的{\displaystyle {\text{GL}}(V)}是指一般線性群而{\displaystyle {\text{Aut}}(V)}指的是自同構群。而向量空間{\displaystyle V}則被稱作是群{\displaystyle G}的表示空間。我們會將向量空間{\displaystyle V}的維度定義成一個線性表示的次數（英語：degree）。

## 另一種公式化
表示 ρ: G → GL(n,C) 定義了 G 在向量空間 Cn 上的群作用，而且此一作用也可以完全決定 ρ 。因此，要選定一個表示，選定在表示的向量空間上的作用即已足夠。
換言之，群 G 在複向量空間 V 上的作用可以推導出群代數 C[G] 在向量空間 V 上的左作用，反之亦然。因此，表示會等價於左 C[G]-模。
群代數 C[G]是一個在複數上，以 G 作用的 |G| 維代數。（參見彼德-外爾定理中緊緻群的例子。）而實際上， C[G]是 G×G 的一個表示。更具體地來說，若 g1 跟 g2 是 G 的元素，且 h 是 C[G] 中相對應至 G 的 h 的一個元素，則
(g1,g2)[h]=g1 h g2-1。
C[G] 也可以以三種方式來做為 G 的表示：
- 共軛： g[h] = g h g−1
- 左作用： g[h] = g h（正則表示）
- 右作用： g[h] = h g−1（同上）

這些都可以在 G×G 作用中被「找到」。

## 例子
對許多的群而言，用矩陣來表示完全是一件很自然的事情。例如，一個二面體群 D4——正方形的對稱，即可以兩個鏡射矩陣的表示來產生：
{\displaystyle m={\begin{bmatrix}-1&0\\0&1\end{bmatrix}}}
{\displaystyle n={\begin{bmatrix}0&1\\1&0\end{bmatrix}}}
這裡， m 是由 (x,y) 映射至 (− x,y) 的鏡射，而 n 則是由 (x,y) 映射至 (y,x) 的鏡射。這些矩陣的相乘一共可以產生構成此群的八個矩陣。如上所述，可以以矩陣來表示，或者也可以以在二維向量空間 (x,y) 上的作用來表示。
此一表示是「真實的」－亦即，在矩陣和群的元素之間是一對一對應的，因為不存在在群作用下不變的 (x,y) 的子空間。

## 另見
- 實表示
- 對稱群表示理論Representation theory of the symmetric group
- 舒爾正交關係
- 德林-勒斯泰格理論